# Hydrellia borealis
Hydrellia borealis är en tvåvingeart som beskrevs av Cresson 1944. Hydrellia borealis ingår i släktet Hydrellia och familjen vattenflugor. Inga underarter finns listade i Catalogue of Life.